# ルノー・アヴァンタイム
アヴァンタイム（AVANTIME）は、ルノーが製造・販売していた自動車である。

## 概要
パトリック・ルケマン（Patrick Le Quément）によりデザインされ、1999年3月のジュネーヴ・モーターショーでコンセプトモデルを発表。2001年のパリサロンで生産型が公開された。MPVの3代目エスパスをベースに、3.0 LのV型6気筒ガソリンエンジンを搭載する斬新なコンセプトの「3ドアクーペ」として発表された。生産は当時、エスパスの生産で提携関係にあったマトラ・オートモビルの工場で行われた。
一部の層からは熱狂的な支持を受けたものの販売数は芳しくなく、その後エスパスのモデルチェンジに伴いボディ架装方式が変わり、生産がルノー本体に引き継がれたことで、受注車両がなくなったマトラはルノーとの提携を解消し自動車生産からの撤退を決定。そのため発売からわずか2年後の2003年に生産終了となった。総生産台数は8,557台。
日本では2002年に発売され、在庫が払底する2005年夏頃まで販売されていた。最終的に正規輸入されたのは206台である。
車内が広く、非常に大きなドアのため相撲取りに愛用者が多いことで知られ、元大関の小錦八十吉（KONISHIKI）や､元横綱の曙太郎も乗っていたことで知られる。

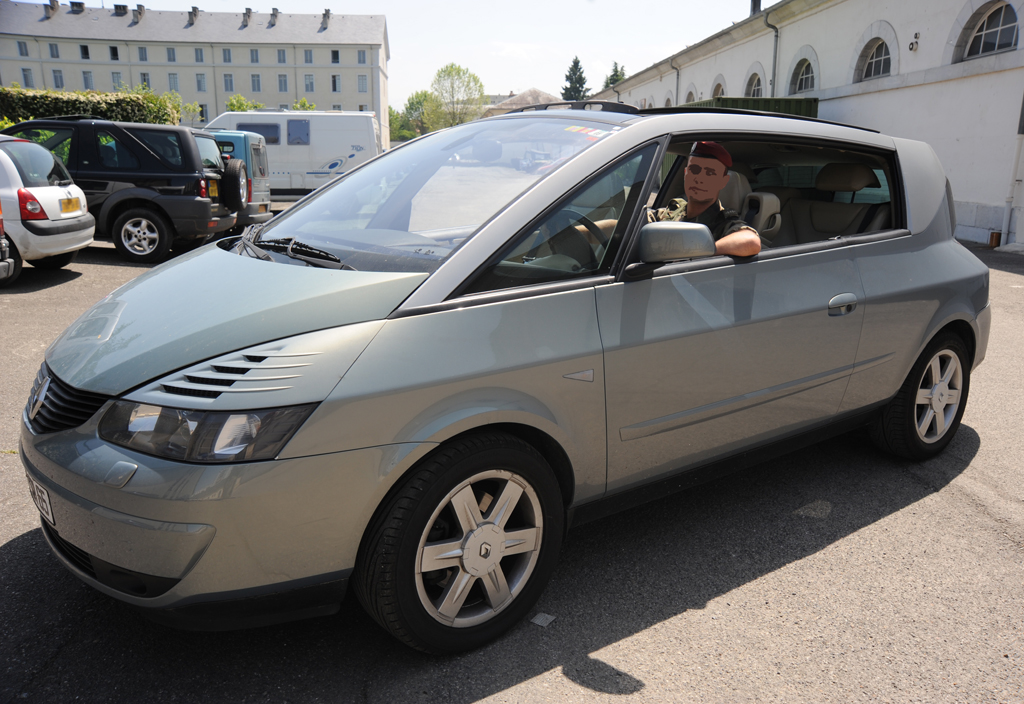
アヴァンタイム

## 車名
「AVANTIME」は、フランス語で「前衛」を意味する“avant-garde” と英語で「時代」を意味する“time”を合成した造語で、つまり『時代を切り拓く前衛となる車』という意味である。

## 関連事項
- クーペ
- ルノー
- ルノー・ジャポン（国内発売元）
- フランス車
- 自動車の車種名一覧